# VisSim
VisSim — це візуальна мова програмування для моделювання динамічних систем, а також проектування, що базується на моделях, для вбудованих мікропроцесорів. VisSim сполучає у собі характерний для Windows інтуїтивний інтерфейс для створення блочних діаграм та потужне моделююче ядро. 
Мова розроблена американською компанією Visual Solutions, я знаходитися в Westford, штату Массачусеттс.
Мова та програмне середовище широко застосовується у розробці систем керування та цифрової обробки сигналів для моделювання та дизайну.
Вона містить в собі блоки для арифметики, булевих та трансцендентних функцій, а також цифрові фільтри, передатні функції, чисельного інтегрування та інтерактивного виводу. Основними областями моделювання є аерокосмічна, біологічна (медична), електродвигуни, електричні, гідравлічні, механічні, теплові процеси, економетрика